# Jazbine, Gorenja vas - Poljane
Jazbine so naselje v Občini Gorenja vas - Poljane.